# Vibeke Idsøe
Vibeke Idsøe (nascut el 1965) és una directora de cinema i guionista noruega.
Idsøe va debutar com a directora l'any 1996 amb la pel·lícula infantil Jakten på nyresteinen, que ella mateixa havia escrit i publicat com a llibre i posteriorment reescrit en un guió de pel·lícula. La pel·lícula li va guanyar el premi debutant del comitè Amanda. També ha dirigit Karlsson på taket i 37 og et halvt. Va començar la seva carrera cinematogràfica com a ajudant de curtmetratge. Va tenir el seu primer treball al curtmetratge Herfra til Tøyen.
Idsøe va estudiar ciència del teatre a la Tisch School of the Arts de la Universitat de Nova York.

## Filmografia
- Jakten på nyresteinen (1996) (director i guió)
- Solan, Ludvig og Gurin med reverompa (1998) (guió)
- Karlsson på taket (2002) (director i guió)
- 37 og et halvt (2005) (director i guió)
- Asfaltenglene (2010) (guió)
- Løvekvinnen (2016) (director i guió)